# Vila Deodoro
Vila Deodoro é um bairro do município de São Paulo, capital do estado de São Paulo. Localizado nos distritos da Sé e Cambuci e Liberdade, é administrado pela Subprefeitura da Sé, na Zona Central da cidade. O bairro é atendido pelo Expresso Tiradentes através da Estação Rua do Grito.  Limita-se com os bairros: Aclimação, Mooca, Ipiranga, Liberdade e República.
O bairro de Vila Deodoro está localizado em São Paulo e tem como principais ruas: Rua Basílio da Cunha, Rua Mesquita e Rua Professor Camilo Bergenson. Bem servido de transporte com linhas de ônibus. Suas principais ruas são: Rua Basílio da Cunha, Rua Mesquita e Rua Professor Camilo Bergenson.
A história do bairro está intimamente ligada ao desenvolvimento urbano de São Paulo, que se intensificou a partir do final do século XIX e início do século XX, quando a cidade começou a se expandir rapidamente devido à industrialização e ao aumento populacional. Como muitos bairros da cidade, Vila Deodoro surgiu em um contexto de expansão urbana, onde áreas periféricas começaram a ser incorporadas ao tecido urbano principal à medida que a cidade crescia. Este crescimento foi impulsionado por fatores como a industrialização e o aumento populacional, que demandaram novas áreas residenciais e comerciais.
Vila Deodoro é caracterizada por uma mistura de áreas residenciais e comerciais, refletindo a diversidade típica dos bairros centrais de São Paulo. A proximidade com outros bairros importantes, como Jardim da Glória e Aclimação, contribui para a sua atratividade, oferecendo aos moradores acesso a uma variedade de serviços e comodidades. Possui uma associação de moradores a Associação de Preservação de Cambuci e Vila Deodoro. Como parte da zona central de São Paulo, Vila Deodoro enfrenta desafios comuns a muitas áreas urbanas, como a necessidade de melhorias na infraestrutura e a gestão do crescimento populacional. No entanto, sua localização central e a proximidade com importantes vias de acesso oferecem oportunidades para desenvolvimento e revitalização urbana. 